# Bratz: Forever Diamondz
Bratz: Forever Diamondz is een Amerikaanse animatiefilm uit 2006. De langspeelfilm werd geregisseerd door Sean McNamara en verdeeld door 20th Century Fox als direct naar dvd. In de film treden onder meer Olivia Hack, Wendie Malick, Kaley Cuoco, Lacey Chabert en Greg Ellis op als stemacteurs.
De film is gebaseerd op de Bratz "Forever Diamondz"-poppencollectie en Nickelodeon-animatieserie. In de langspeelfilm moeten de vier vriendinnen van Bratz Magazine een roadtripwedstrijd winnen van hun concurrenten van Your Thing Magazine om in drie dagen van het imaginaire Stylesville in Californië naar New York te raken. En dan moeten ze in steden onderweg nog halt houden om een kledingcollectie bij elkaar te kopen om eenmaal in New York aangekomen op de catwalk een modeshow te lopen. Als ze de wedstrijd winnen krijgen ze een paar met diamanten bezette laarzen. Onderweg worden ze evenwel belaagd door buitenaardse wezens, rednecks en would-be artiesten. Er is ook een game voor de PlayStation 2, Gamecube, Ds en Gameboy advance. Er zijn ook poppen en een cd van gemaakt. In Nederland en België is de uitgever Bridge Entertainment De naam is veranderd in Just Bridge. Dit is de vierde Bratz Speelfilm na de Bratz Starrin and stylin, Bratz Rock angelz en Bratz Genie magic ookwel bekend als bratz de geest uit de fles. Dit is de derde 3D-animatiefilm.
Samen met de film werd ook een gelijknamig videospel uitgebracht.

## Originele (Engelse) stemmen
- Dionne Quan als Yasmin Gonzalez
- Olivia Hack als Cloe Hankins
- Tia Mowry als Sasha Jackson
- Soleil Moon Frye als Jade Yuan
- Wendie Malick als Burdine Maxwell
- Kaley Cuoco als Kirstee Kirshman
- Lacey Chabert als Kaycee/Kristee Kirshman
- Cree Summer als Mandy Pickett
- Jessica DiCicco als Sharidan Jones
- Jeff Bennett als Mr.Jones
- Kath Soucie als Tiffany/Mrs.Jones
- Greg Ellis als Byron Powell

## Nederlandse stemmen
- Georgina Verbaan - Jade Yuan
- Angela Schijf - Cloë Hankins
- Victoria Koblenko - Yasmin Gonzalez
- Katja Schuurman - Sasha Jackson
- Marloes van den Heuvel - Burdine Maxwell
- Eline Blom - Kaycee
- Lizemijn Libgott - Tiffany en Kirstee Kirshman
- Lottie Hellingman - Mandy Pickett
- Melise de Winter - Kristy

## CD
De cd heeft 14 nummers en bij de deluxe version 2 bonus nummers:
| #   | Titel                                  | Tijd lengte |
| --- | -------------------------------------- | ----------- |
| 1.  | "Ooooh Fashion"                        | 2:53        |
| 2.  | "Wazz Up"                              | 3:23        |
| 3.  | "Keep It Up"                           | 3:09        |
| 4.  | "What's Going On"                      | 3:49        |
| 5.  | "Best Friends"                         | 2:52        |
| 6.  | "My Attitude"                          | 2:53        |
| 7.  | "Express Yourself"                     | 3:02        |
| 8.  | "You've Got It"                        | 3:02        |
| 9.  | "Just Having Some Fun"                 | 3:22        |
| 10. | "Let Go"                               | 2:58        |
| 11. | "Hang On"                              | 2:58        |
| 12. | "Forever Diamondz"                     | 2:41        |
| 13. | "Beautiful"                            | 4:01        |
| 14. | "Que Tal" (Spanish version of Wazz Up) | 3:22        |

### Deluxe Versie
| #   | Titel           | Tijd lengte |
| --- | --------------- | ----------- |
| 15. | "Unwritten"     | 3:26        |
| 16. | "Diamond Girls" | 3:09        |